# Gottlob Friedrich Kinzelbach
Gottlob Friedrich Kinzelbach (* 15. Februar 1801 in Stuttgart; † 3. September 1875 in Ellwangen (Jagst)) war ein württembergischer Oberamtmann.

## Leben
Gottlob Friedrich Kinzelbach war der Sohn eines Schulmeisters. Die Ausbildung zum Schreiber schloss er 1829 mit der höheren Dienstprüfung ab. Von 1829 bis 1935 arbeitete er als Oberamtsaktuar in Aalen, Künzelsau und Ludwigsburg. Zwischen 1835 und 1838 war er provisorischer Kanzleiassistent und Regierungsreferendär bei der Regierung des Schwarzwaldkreises in Reutlingen und von 1838 bis 1843 Regierungsrevisor in Ulm. Von 1843 bis 1852 leitete er als Oberamtmann das Oberamt Spaichingen, von 1852 bis 1857 das Oberamt Vaihingen und von 1857 bis 1861 das Oberamt Geislingen. Ab 1861 war er Kanzleirat bei der Regierung des Jagstkreises in Ellwangen. 